# Sandenia georgiae
Sandenia georgiae är en kvalsterart som först beskrevs av Oudemans 1914.  Sandenia georgiae ingår i släktet Sandenia och familjen Parakalummidae. Inga underarter finns listade i Catalogue of Life.